# Luboš Němec
Luboš Němec (* 9. března 1951) je bývalý český politik, v 90. letech 20. století poslanec České národní rady a Poslanecké sněmovny za ODS.

## Biografie
Ve volbách v roce 1992 byl zvolen do České národní rady za ODS (volební obvod Jihomoravský kraj). Zasedal v zemědělském výboru a byl jeho místopředsedou.
Od vzniku samostatné České republiky v lednu 1993 byla ČNR transformována na Poslaneckou sněmovnu Parlamentu České republiky. Zde setrval do konce funkčního období parlamentu, tedy do sněmovních voleb v roce 1996. V stranických primárkách na jihu Moravy byl před volbami v roce 1996 zařazen za nevolitelné 28. místo. Ve volbách nakonec nekandidoval. Z kandidátní listiny odstoupil již v únoru 1996. Deklaroval, že zvažuje kandidaturu do senátu na podzim 1996, ale nakonec ani tam nekandidoval.